# Kość (Rogożowa Skała)

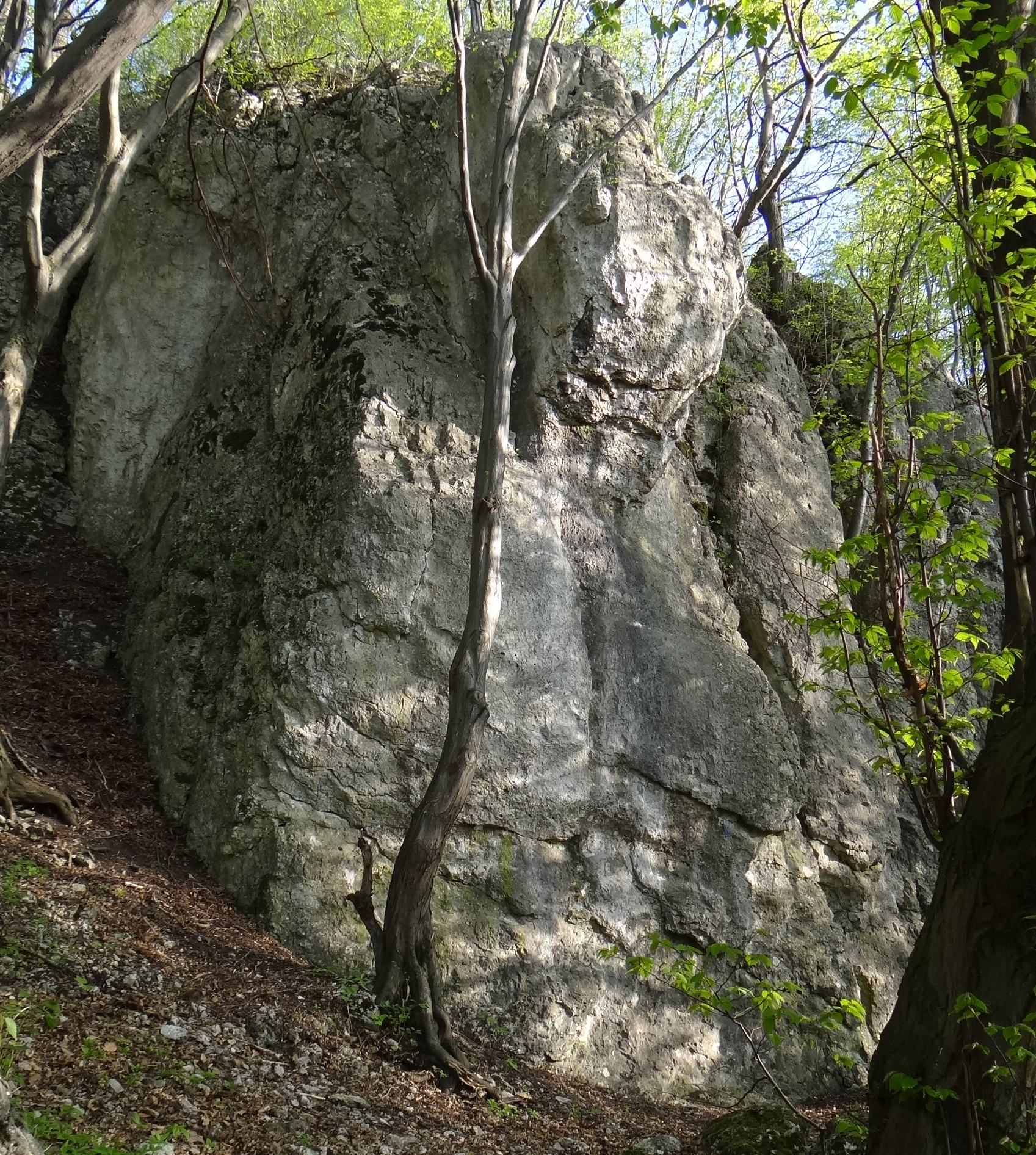

Kość – skała w grupie Rogożowej Skały w miejscowości Przeginia, w województwie małopolskim, w powiecie krakowskim, w gminie Jerzmanowice-Przeginia. Znajduje się na Wyżynie Olkuskiej będącej częścią Wyżyny Krakowsko-Częstochowskiej.
Kość to zbudowana ze skalistego wapienia skała o wysokości 8–11 m, o połogich, pionowych lub przewieszonych ścianach z filarem i kominem. Znajduje się w lesie i jest najbardziej na północ wysuniętą skałą wspinaczkową w grupie Rogożowej Skały (dalej na północ znajduje się tylko Przegińska Skała, ale nie jest na niej uprawiana wspinaczka). Na zachodniej ścianie Kości wspinacze poprowadzili 11 dróg wspinaczkowych o trudności od VI- do VI.4+ w skali krakowskiej. Wszystkie drogi są obite (4–6 ringów i stanowiska zjazdowe).

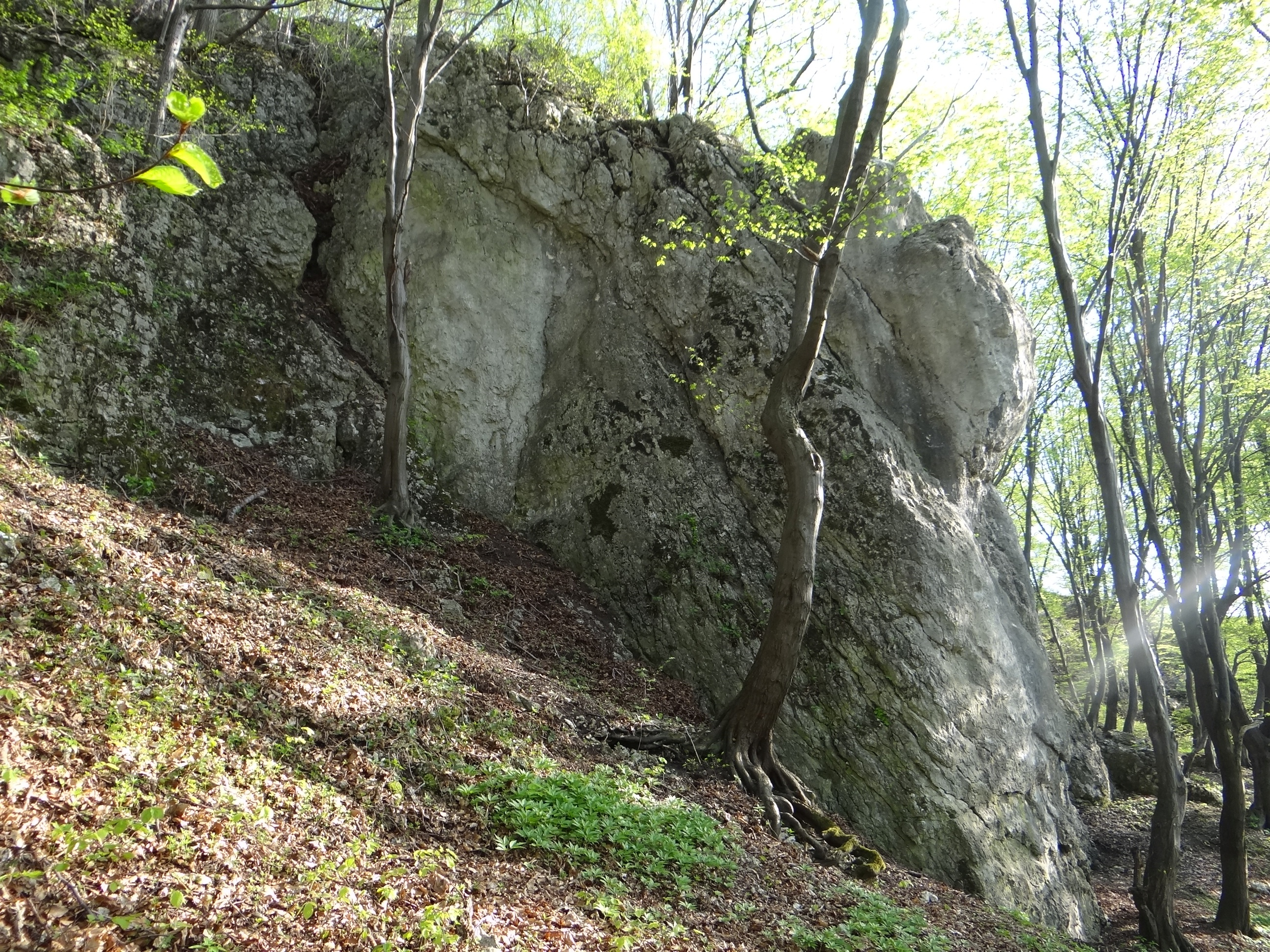